# Riccardo Meli
Riccardo Meli (Vico Equense, 15 aprile 2001) è un velocista italiano medaglia d'argento ai Campionati europei under 23 a Tallinn.

## Biografia

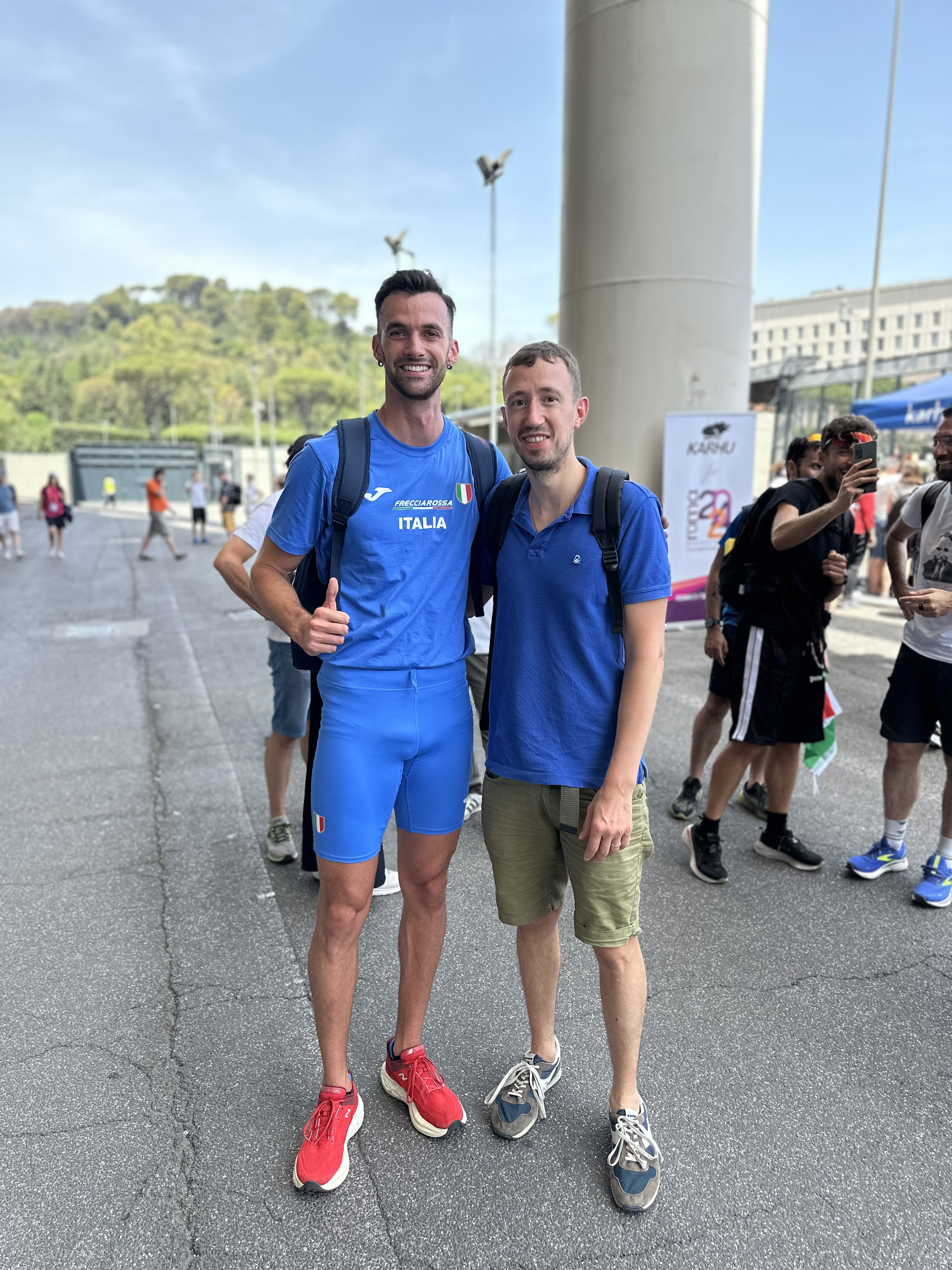
Riccardo Meli con lo scrittore Giacomo Cardaci agli europei di atletica leggera di Roma 2024

Cresciuto a Palermo, spicca per i quasi due metri di statura ed è il figlio di Alessandro, ex velocista della Forestale.
Ha giocato per sette anni a calcio ma nel 2016 è stato avvicinato all’atletica da Francesco Siracusa, allenatore del papà e cugino della mamma. Nel 2018 si è guadagnato la convocazione per gli europei under 18 e nel 2021 ha vinto l’argento con la 4x400 agli europei under 23. 
Dopo una tendinopatia, nel marzo 2022 ha scelto di trasferirsi a Castelporziano per farsi seguire da Claudio Licciardello. Nella stagione indoor 2023 si è migliorato fino a raggiungere il crono di 46"38 ed ha conquistato il suo primo titolo italiano agli assoluti; all’aperto è invece sceso a 45"74, mentre agli europei under 23 ha conquistato la medaglia d'oro nella staffetta 4x400 m. Nel 2024, agli europei casalinghi di Roma, vince la medaglia d'argento nella staffetta 4x400 metri insieme a Luca Sito, Vladimir Aceti ed Edoardo Scotti.

## Record nazionali
Promesse (under 23)
Staffetta 4x400 metri (nazionale): 3'02"49 ( Espoo) (Luca Sito, Riccardo Meli, Francesco Domenico Rossi, Lorenzo Benati)

## Progressione

### 400 metri
| Stagione | Misura | Luogo    | Data      | Rank. Mond. |
| -------- | ------ | -------- | --------- | ----------- |
| 2023     | 45"74  | Nembro   | 1-7-2023  |             |
| 2022     | 46"97  | Grosseto | 16-6-2022 |             |
| 2021     | 47"00  | Nembro   | 17-6-2021 |             |
| 2020     | 46"78  | Grosseto | 19-9-2020 |             |
| 2019     | 48"66  | Palermo  | 11-5-2019 |             |

### 400 metri short track
| Stagione | Misura | Luogo  | Data      | Rank. Mond. |
| -------- | ------ | ------ | --------- | ----------- |
| 2023     | 46"38  | Ancona | 18-2-2023 |             |
| 2021     | 47"99  | Ancona | 17-1-2021 |             |
| 2020     | 48"63  | Ancona | 25-1-2020 |             |
| 2019     | 50"47  | Ancona | 20-1-2029 |             |

## Palmarès
| Anno | Manifestazione | Sede      | Evento        | Risultato  | Prestazione | Note                                     |
| ---- | -------------- | --------- | ------------- | ---------- | ----------- | ---------------------------------------- |
| 2018 | Europei U18    | Gyor      | 4x400 m       | Batteria   | -           |                                          |
| 2021 | Europei U23    | Tallinn   | 400 m piani   | Semifinale | 47"83       |                                          |
| 2021 | Europei U23    | Tallinn   | 4x400 m       | Argento    | 3'06"07     |                                          |
| 2023 | Europei U23    | Espoo     | 400 m piani   | Semifinale | 46"68       |                                          |
| 2023 | Europei U23    | Espoo     | 4x400 m       | Oro        | 3'02"49     | Miglior prestazione nazionale under 23   |
| 2023 | Mondiali       | Budapest  | 4x400 m       | 7°         | 3'01"23     |                                          |
| 2023 | Mondiali       | Budapest  | 4x400 m mista | Batteria   | 3'14"56     |                                          |
| 2024 | World Relays   | Nassau    | 4×400 m mista | Batteria   | 3'16"88     |                                          |
| 2024 | Europei        | Roma      | 400 m piani   | Batteria   | 46"17       | Miglior prestazione personale stagionale |
| 2024 | Europei        | Roma      | 4x400 m       | Argento    | 3'00"81     | Miglior prestazione personale stagionale |
| 2025 | World Relays   | Guangzhou | 4x400 m       | Batteria   | 3'04"01     |                                          |

## Campionati nazionali
- 1 volta campione nazionale assoluto indoor nei 400 m (2023)

2018
- Bronzo ai campionati italiani allievi, 400 m piani - 48"60

2020
- 7º ai campionati italiani assoluti, 400 m piani - 47"76
- Eliminato in batteria ai campionati italiani assoluti indoor, 400 m piani - 49"10
- Argento ai campionati italiani juniores, 400 m piani - 46"78
- Bronzo ai campionati italiani juniores indoor, 400 m piani - 48"67

2021
- 7º ai campionati italiani assoluti, 400 m piani - 47"76
- Bronzo ai campionati italiani promesse, 400 m piani - 47"24
- Bronzo ai campionati italiani promesse indoor, 400 m piani - 48"22

2023
- 4º ai campionati italiani assoluti, 400 m piani - 46"10
- Oro ai campionati italiani assoluti indoor, 400 m piani - 46"58
- Bronzo ai campionati italiani promesse, 400 m piani - 46"71
- Oro ai campionati italiani promesse indoor, 400 m piani - 46"58

2024
- 4º ai campionati italiani assoluti, 400 m piani - 45"94
- Argento ai campionati italiani assoluti indoor, 400 m piani - 46"96

2025
- 7º ai campionati italiani assoluti, 400 m piani - 47"54
- Eliminato in batteria ai campionati italiani assoluti indoor, 400 m piani - 48"05